# Chad Channing
Chad Douglas Channing (Santa Rosa, 31 gennaio 1967) è un batterista statunitense, attivo dagli anni ottanta, che ha fatto parte di diversi gruppi musicali.

## Biografia
Chad Channing era alla fine degli anni ottanta un noto batterista nell'area di Seattle, e dopo avere assistito nel maggio 1988 a un concerto dei Nirvana, contatta il gruppo e dopo una jam session viene preso come elemento.
Chad registrò molto materiale con la band, il singolo Love Buzz, l'EP Blew, la stragrande maggioranza del materiale facente parte di Bleach e parte di Incesticide, From the Muddy Banks of the Wishkah e With the Lights Out.
Alla fine di maggio del 1990, Chad lascia i Nirvana, nei quali verrà sostituito da Dave Grohl. Secondo quanto affermato più volte dallo stesso Dave Grohl alcune delle ritmiche degli album successivi alla sua dipartita prendono spunto da idee lasciate in eredità da Channing. Un esempio è la ritmica di batteria iniziale di In Bloom dell'album Nevermind composta da Channing precedentemente all'entrata di Dave Grohl nei Nirvana.
Alla fine del 1996 lo si ritrova come membro fondatore dei The Methodists, un gruppo rock con cui pubblicò l'album Cookie nel 1998. Dopo quell'album, in seguito all'abbandono di uno dei componenti, il gruppo cambiò nome in TVIV (Television intravenously) e autoprodusse un demo nel 2001.
Nel 2001 ritorna a Seattle e forma gli East of the Equator, una band di rock alternativo che ha pubblicato nel 2004 il loro album d'esordio.